# Амирамов, Ефрем Григорьевич
Ефре́м Григо́рьевич Амира́мов (род. 11 апреля 1956, Нальчик) — советский певец, музыкант, композитор, поэт, автор и исполнитель собственных песен, телевизионный продюсер.

## Биография
Ефрем Амирамов родился 11 апреля 1956 года в Нальчике. По национальности — горский еврей. Отец — Григорий Тимофеевич Амирамов был до Великой Отечественной войны организатором, балетмейстером и первым директором Карачаевского Государственного ансамбля песни и пляски. После войны оставил сцену в знак траура по своей матери и семилетнему старшему сыну (они и ещё 472 горских еврея были заживо сброшены в колодец нацистами в селе Богдановка Ставропольского края). Мать, Амирамова Мария Рафрамовна, происходила из семьи потомственных раввинов (недоступная ссылка), занималась домом и воспитанием детей. В семье, помимо Ефрема, было ещё четыре дочери и один сын.
Ещё в первом классе Ефрем поступил в музыкальную школу по классу фортепиано; окончил её в 1970 году. Увлечению Ефрема музыкой способствовал пример отца, игравшего на самых разных музыкальных инструментах (кроме духовых): на гитаре, фортепиано, баяне, аккордеоне и др. Сам Ефрем с пятого класса осваивает семиструнную гитару, а в седьмом классе вместе с одноклассниками создаёт рок-группу «Джины», в которой они играли как известные рок-композиции, так и песни собственного сочинения.
Не сумев поступить после окончания школы на актёрское отделение ВГИКа, Ефрем получил высшее экономическое образование, окончив в 1977 году финансово-экономический факультет Ростовского института народного хозяйства.
С 2015 года является членом Общественного совета Главного следственного управления Следственного комитета Российской Федерации по Москве.

## Деятельность
Первая запись песен Амирамова была сделана в 1987 году. В 1989 году было записано тридцать пять песен на студии «Ника». Семнадцать песен вошли в первый магнитоальбом «Последний дебют», оставшиеся восемнадцать вошли в альбом «P. S.». Оба альбома полгода были в хит-параде газеты «Смена» в рубрике «Городской романс».
В 1991 году Амирамов написал (как он вспоминает, после банальной ссоры с женой) свою наиболее известную песню «Молодая». В том же году песня стала основой клипа, снятого командой режиссёра Игоря Песоцкого; выход этого клипа на телеэкраны принёс автору и исполнителю песни всероссийскую известность. Также были сняты клипы на композиции «Нальчикский баламут», «Жемчуга» и «Банальный романс».
В 1992 году Амирамов создал группу «Бывшие в употреблении», а затем переименовал её в «Неприкосновенный запас». В 1996 году он продюсировал на телеканале «Российские университеты» (впоследствии — на канале «РТР») программу «В рабочий полдень», освещавшую все сферы отечественной культуры.
В 2004 году стал лауреатом премии «Шансон года» в номинации «Легенда шансона». В апреле 2005 года вышел новый альбом — «Вдохновение».
В 2007 году вышел в свет сборник стихотворений Ефрема Амирамова «Всё так! или Истерика…».

## Личная жизнь
Женат, есть дочь и внучка.

## Персональные альбомы
- 1990 — «Последний дебют» (магнитоальбом)
- 1994 — «Последний дебют» (второй выпуск)
- 1995 — «Неприкосновенный запас»
- 1996 — «Белым по чёрному»
- 2002 — «Алёнка»
- 2005 — «Вдохновение»
- 2006 — «Последний Менестрель»
- 2008 — «…Благодаря тебе…»
- 2009 — «Родные души»
- 2011 — «Песни горских евреев»

## Сборники
- 1999 — «Легенды русского шансона — том 18»
- 2001 — «Молодая… The best»
- 2003 — «E. Амирамов — Золотая коллекция шансона»
- 2003 — «Вальс-признание» (серия «Легенды жанра»)
- 2004 — «Е. Амирамов — Антология русского шансона»
- 2005 — «Джокер»
- 2006 — mp3-сборник «Ефрем Амирамов», в который вошло 6 альбомов

## Награды
- Народный артист Ингушетии
- Заслуженный артист Карачаево-Черкесской Республики (22 сентября 2013 года) — за заслуги в области культуры и высокое исполнительское мастерство[7][8]
- Легенда Шансона. «Шансон года», 2004
- Орден «Меценат России», 2006
- Орден «Слава нации»
- Орден «Служение искусству»

## Концерты
- 1996 — «Белым по чёрному» — концерт в Кремлёвском Дворце — VHS
- 2005 — «Белым по чёрному» — концерт в Кремлёвском Дворце — DVD
- 2005 — «Цвет ночного неба между звёзд…» — концерт в Московском еврейском общинном центре (МЕОЦ) — DVD
- 2006 — «Вдохновение» — концерт в Санкт-Петербурге

## Публикации
- Амирамов Е. Г.  Всё так! или Истерика... — М.: М-Студио, 2007. — 303 с. — ISBN 978-5-903198-02-3.